# Eghia Demirdjibachian
Eghia Demirdjibachian (arménien : Եղիա Տէմիրճիպաշեան), né le 8 mai 1851 à Constantinople (Empire ottoman) et mort le 19 juillet 1908 dans la même ville, est un écrivain, poète, philosophe et journaliste arménien.